# Dean Henderson
Dean Henderson (Whitehaven, 12 maart 1997) is een Engels voetballer die als doelman speelt. Hij stroomde door vanuit de jeugd van Manchester United.

## Clubcarrière

### Uitleenbeurten
Henderson speelde in de jeugd bij Carlisle United en Manchester United. In maart 2016 werd hij verhuurd aan Stockport County, waarvoor hij negen wedstrijden speelde in de National League North. In augustus 2016 werd de doelman verhuurd aan Grimsby Town. Hij speelde zeven competitiewedstrijden in de Football League Two, het vierde niveau in Engeland. Op 3 februari 2017 haalde Manchester United Henderson terug omdat derde doelman Joel Castro Pereira lange tijd aan de kant kwam te staan met een blessure.
Tijdens het seizoen 2017/18 speelde Henderson op huurbasis voor Shrewsbury Town. De club eindigde dat seizoen derde in de League One en plaatste zich zo voor de promotie-playoffs, maar in de finalewedstrijd ging Shrewsbury na verlengingen met 1-2 onderuit tegen Rotherham United. Henderson stopte in die promotiefinale in de negende minuut een strafschop van David Ball, maar dat kon niet beletten dat Richard Wood hem daarna tweemaal te grazen nam. Henderson speelde dat seizoen in alle competities 48 officiële wedstrijden voor Shrewsbury Town.
Het seizoen daarop werd hij uitgeleend aan Sheffield United, dat toen uitkwam in de Championship. Hij werd er de vervanger van George Long, die naar Hull City AFC trok. Met Henderson als titularisdoelman eindigde Sheffield United tweede, waardoor het na twaalf jaar terugkeerde naar de Premier League. In juli 2019 verlengde hij zijn contract bij Manchester United tot 2022 en keerde hij op huurbasis terug naar Sheffield United. Ook in de Premier League bleef hij onder trainer Chris Wilder eerste keus.

### Manchester United
In augustus 2020 werd Henderson voor het eerst in de A-selectie van Manchester United opgenomen. Diezelfde maand nog verlengde hij zijn contract bij de club tot 2025. Op 22 september 2020 maakte hij zijn officiële debuut voor de club in de League Cup-wedstrijd tegen Luton Town (0-3-winst). Toen David De Gea later dat seizoen onder vuur kwam te staan, kreeg Henderson geregeld zijn kans onder de lat, ook in de Premier League en de Europese competities.

## Interlandcarrière
Henderson kwam uit voor diverse Engelse nationale jeugdteams. Hij won met Engeland –20 het WK –20 van 2017. Hij was dat toernooi reservedoelman achter Freddie Woodman, maar keepte toch een wedstrijd in de groepsfase. Henderson nam met Engeland –21 deel aan het EK –21 van 2019. Hierop was hij eerste doelman.
Op 8 oktober 2019 werd Henderson voor de eerste keer opgeroepen voor het Engels voetbalelftal voor de EK-kwalificatiematchen tegen Tsjechië en Bulgarije als vervanger voor de geblesseerde Tom Heaton. Henderson debuteerde een jaar later, op 12 november 2020, voor Engeland in een vriendschappelijke wedstrijd tegen Ierland. Hij kwam na de rust in het veld voor Nick Pope. Henderson werd op 6 juni 2024 door Southgate opgenomen in de Engelse selectie voor het EK 2024 in Duitsland. Engeland bereikte de finale, die het met 2–1 verloor van Spanje. Henderson kwam op het toernooi niet in actie.
| Interlands van Dean Henderson voor Engeland | Interlands van Dean Henderson voor Engeland | Interlands van Dean Henderson voor Engeland | Interlands van Dean Henderson voor Engeland | Interlands van Dean Henderson voor Engeland | Interlands van Dean Henderson voor Engeland |
| №                                           | Datum                                       | Wedstrijd                                   | Uitslag                                     | Competitie                                  | Goals                                       |
| ------------------------------------------- | ------------------------------------------- | ------------------------------------------- | ------------------------------------------- | ------------------------------------------- | ------------------------------------------- |
|                                             |                                             |                                             |                                             |                                             |                                             |
| Als speler bij Manchester United            |                                             |                                             |                                             |                                             |                                             |
| 1.                                          | 12 november 2020                            | Engeland – Ierland                          | 3 – 0                                       | Vriendschappelijk                           |                                             |

## Erelijst
| Wereldkampioen –20 | 1× | 2017 |